# Defy (album)
Defy is het vijfde studioalbum van de Amerikaanse metalband Of Mice & Men. Dit is het eerste album waarop de leidende vocalen gedaan worden door Aaron Pauley, nadat Austin Carlile de band in 2016 door gezondheidsproblemen noodgedwongen de band moest verlaten.

## Nummers
| 1.                 | Defy                     | 3:41 |
| 2.                 | Instincts                | 4:20 |
| 3.                 | Back to Me               | 3:18 |
| 4.                 | Sunflower                | 3:40 |
| 5.                 | Unbreakable              | 4:09 |
| 6.                 | Vertigo                  | 4:14 |
| 7.                 | Money (Pink Floyd-cover) | 3:55 |
| 8.                 | How Will You Live        | 3:41 |
| 9.                 | On the Inside            | 3:14 |
| 10.                | Warzone                  | 3:13 |
| 11.                | Forever YDG'N            | 3:55 |
| 12.                | If We Were Ghosts        | 4:12 |
| Totale duur: 45:31 |                          |      |